# شريان أعوري خلفي
شريان أعوري خلفي هو فرع من شريان لفائفي قولوني.